# Atravecity
Atravecity é uma corrida urbana  de bicicletas criada na cidade de São Paulo no ano de 2004
Posteriormente considerada como a primeira Alleycat race do Brasil, o Atravecity surgiu entre em grupo de amigos que sempre utilizaram a bicicleta na cidade. A ideia inicial era fazer uma corrida para ver quem conseguiria realizar o percurso surpresa proposto no menor tempo possível, com o passar dos anos, o Atravecity tomou vários formatos e vem se expandindo por várias cidades do Brasil.

## Edições do Atravecity
```
1. ATRAVECITY "A CORRIDA MALUCA"
[
2
]

Cidade de 
São Paulo
 - SP
Ano: 2004

Evento Independente
```

```
2. ATRAVECITY "A CORRIDA MALUCA VOLTOU"
Cidade de 
São Paulo
 - SP
Ano: 2005

Evento Independente
```

```
3. ATRAVECITY "FIM DA PRIMEIRA TRILOGIA.REVANCHE"
Cidade de 
São Paulo
 - SP
Ano: 2006
Evento Independente
```

```
4. ATRAVECITY "EM TEMPOS DE AQUECIMENTO GLOBAL"
Cidade de 
São Paulo
- SP
Ano: 2007
Evento Independente
```

```
5. ATRAVECITY "CAÇA AO TESOURO NA SELVA DE PEDRA"
Cidade de 
São Paulo
 - SP
Ano: 2008
Evento Independente
```

```
6. ATRAVECITY "O DIVÓRCIO"
Cidade de 
São Paulo
 - SP
Ano: 2009
Evento Independente
```

```
7. ATRAVECITY "CAMPINAS"
Cidade de 
Campinas
- SP
Ano: 2009
Virada Esportiva
```

```
8. ATRAVECITY "CURITIBA MMX"
Cidade de 
Curitiba
 - PR
Ano: 2010
Virada Esportiva
```

```
9. ATRAVECITY "EM BUSCA DA MALA PRETA"
Cidade de 
São Paulo
 - SP
Ano: 2010
Evento Independente
```

```
10. ATRAVECITY "PASSANDO BATIDO NA HORA DO RUSH"
Cidade de 
São Paulo
 - SP
Ano: 2011
Evento Independente
```

```
11. ATRAVECITY "MISSÃO FOTOGRÁFICA"
Cidade de 
São Paulo
 - SP
Ano: 2012
Evento Independente
```

```
12. ATRAVECITY "CAMPO GRANDE MS"
Cidade de 
Campo Grande
 - MS
Ano: 2013

Dia Mundial sem Carro
```

```
13. ATRAVECITY MISSÃO FOTOGRÁFICA DA COPA"
[
5
]
 
Cidade de 
São Paulo
 - SP
Ano: 2014
Evento Independente
```

```
14. ATRAVECITY "DUAS EM UMA"
Cidade de 
São Paulo
 - SP
Ano: 2014
Evento Independente
```